# Atletisme als Jocs Olímpics d'estiu de 1900 - llançament de pes masculí
El llançament de pes masculí va ser una de les proves d'atletisme que es va dur a terme als Jocs Olímpics de París de 1900. Es va disputar el 14 i 15 de juliol de 1900 i hi prengueren part onze llançadors representants de cinc nacions.

## Medallistes
| Or              | Plata            | Bronze         |
| Richard Sheldon | Josiah McCracken | Robert Garrett |

## Rècords
Aquests eren els rècords del món i olímpic que hi havia abans de la celebració dels Jocs Olímpics de 1900.
| Rècord del Món | 14,75 metres (*) | George Gray    | Ottawa (CAN) | 1 d'agost de 1898      |
| Rècord Olímpic | 11,22 metres     | Robert Garrett | Atenes (GRE) | 7 d'abril de 1896 (CG) |

(*) no oficial
Richard Sheldon va establir un nou Rècord Olímpic a la qualificació, amb 13,80 metres i ell mateix la superà a la final en llançar la bola a 14,10 metres.

## Resultats

### Qualificació
Tots els llençadors inscrits van prendre part a la qualificació que es disputà el 14 de juliol. Els cinc primers passaren a la final.
Versís no va fer cap marca vàlida i de fet no és clar si va arribar a competir.
| Posició | Atleta                    | Distància |
| ------- | ------------------------- | --------- |
| 1       | Richard Sheldon           | 13,80 m   |
| 2       | Josiah McCracken          | 12,85 m   |
| 3       | Robert Garrett            | 12,37 m   |
| 4       | Rezső Crettier            | 11,58 m   |
| 5       | Panagiotis Paraskevópulos | 11,29 m   |
| 6       | Gustaf Söderström         | 11,18 m   |
| 7       | Artúr Coray               | 11,13 m   |
| 8       | Truxtun Hare              | 10,92 m   |
| 9       | August Nilsson            | 10,86 m   |
| 10      | Charles Winckler          | 10,76 m   |
| —       | Sotirios Versís           | SM        |

SM: sense marca

### Final
Les marques de la qualificació eren vàlides per la final. McCracken i Garrett no hi van participar perquè aquesta es feia el diumenge 15 de juliol. A la final no es produí cap canvi i els cinc atletes classificats van mantenir les seves posicions.
| Posició | Atleta                    | Distància | Qualificació |
| ------- | ------------------------- | --------- | ------------ |
| Or      | Richard Sheldon           | 14,10 m   | 13,80 m      |
| Plata   | Josiah McCracken          | SM        | 12,85 m      |
| Bronze  | Robert Garrett            | SM        | 12,37 m      |
| 4       | Rezső Crettier            | 12,07 m   | 11,58 m      |
| 5       | Panagiotis Paraskevópulos | 11,52 m   | 11,29 m      |

SM: sense marca